# Kantáta

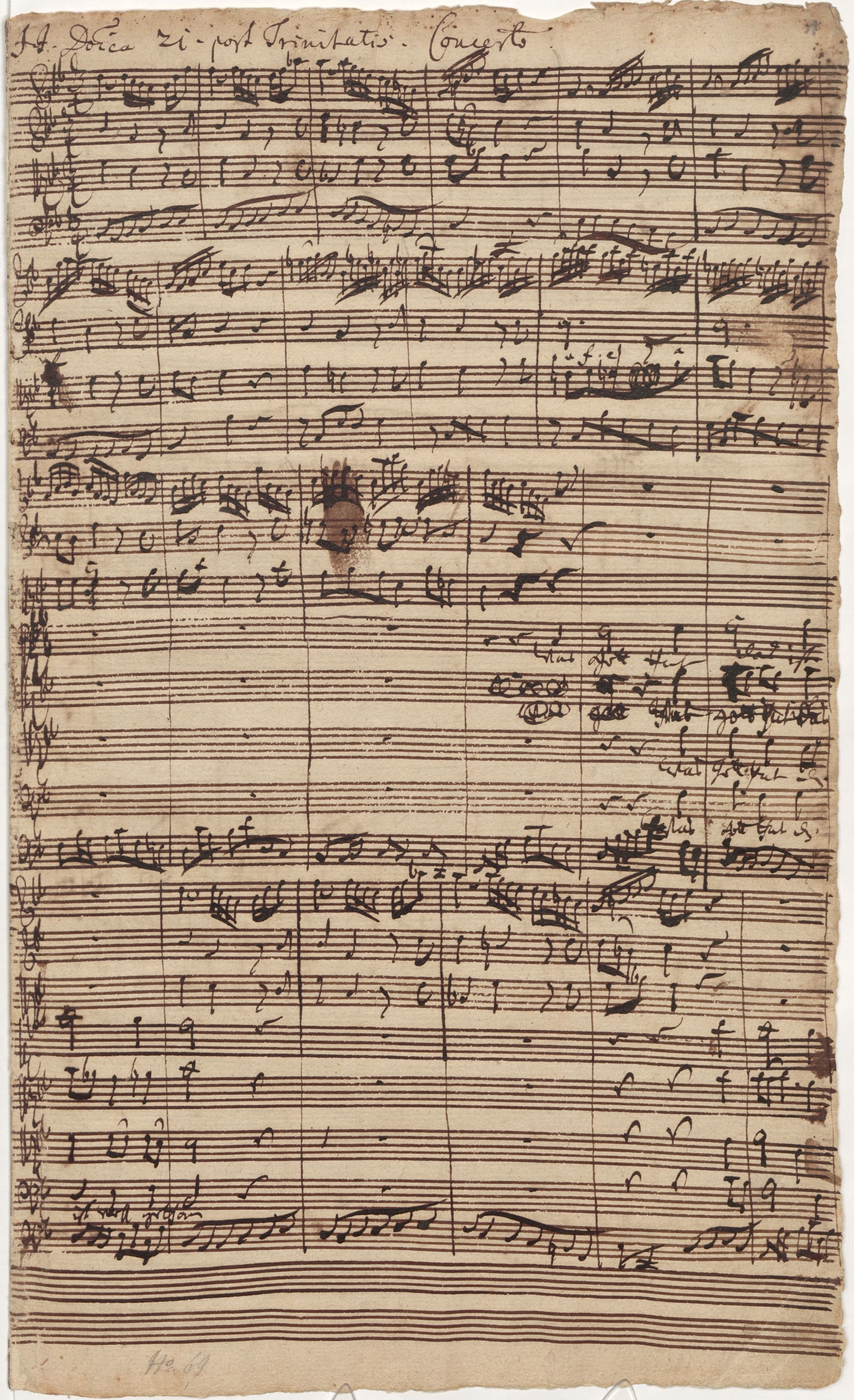
První stránka originálního autorského rukopisu kantáty „Was Gott tut, das ist wohlgetan“ BWV 98 od Johanna Sebastiana Bacha

Kantáta (lat., it. cantare = zpívat) je rozsáhlejší vokálně instrumentální dílo, zpravidla pro sóla, sbor a orchestr. Obsazením, strukturou a absencí scénické akce se kantáta blíží oratoriu, od něhož se liší menším rozměrem a menší dramatičností.
V kantátě se mohou střídat recitativy, árie, ariosa, sborové věty, chorály a hudební předehry a mezihry v libovolném počtu i pořadí. Svého největšího rozšíření dosáhla tato hudební forma v první polovině 18. století. Existují jak světské, tak duchovní kantáty.

## Historie
Původně znamenala kantáta každou zpívanou skladbu (cantare = latinsky zpívat) na rozdíl od instrumentální sonáty (sonare = latinsky hrát). Vlastní kantáta se vyvinula v 1. polovině 17. století v Itálii, zprvu v sólové vokální podobě. Od poloviny 17. do poloviny 18. století se kantáty v Itálii skládaly ze dvou nebo několika árií da capo se vstupními recitativy, doprovod byl psán formou bassa continua. Tyto kantáty se přiblížily operní scéně. Italské kantáty byly převážně světské (cantata da camera). Duchovní kantáta (cantata da chiesa) se zformovala v Německu a zprvu byla identická s duchovním koncertem. Důležitou úlohu při utváření duchovní kantáty měly sborníky kantátových textů, sestavené na začátku 18. století německým básníkem a teologem E. Neumeisterem. K tomuto typu kantáty se přiklonil zvláště J. S. Bach, jehož zásluhou zaujala duchovní kantáta významné místo mezi tehdejšími hudebními žánry.
Ve 2. polovině 18. století se rozvíjela německá světské kantáta, zejména sólová. Kantátové sborové žánry se významně uplatnily za francouzské revoluce konce 18. století. Od období hudebního romantismu a zejména ve 20. století vznikají jednotlivá individualizovaná kantátová díla, v nichž má zpravidla závažnou úlohu sbor (díla S. S. Prokofjeva, I.F.Stravinského, C. Orffa, Z. Kodálye, v české hudbě B. Smetany, A. Dvořáka, Z. Fibicha, V. Nováka, L. Vycpálka, V. Kaprálové, V. Dobiáše, J. Seidla).
V 19. století se jako kantáta označovala také literární forma, báseň, která byla určena ke zhudebnění touto formou. Šlo o patetickou, oslavnou báseň, v podstatě o variantu ódy, zpěvného a snadno zhudebnitelného charakteru. Mohlo jít o poměrně konvenční příležitostný text oslavující konkrétní událost (např. Vrchlického kantáty k výročím narození různých význačných osobností, např. P. J. Šafaříka, ze sbírky Hlasy v poušti), nebo naopak o složitější, filosoficky hlubší text, určený oslavě nějaké abstraktní ideje (básně Miloty Zdirada Poláka Vznešenost přírody a Vznešenost hudby). Charakteristickým rysem takovéto kantáty je dialogická forma (střídání promluv sboru a sólistů), většinou, ač ne nezbytně, mají formu apostrofy, tj. oslovení oslavovaného. V pozdější době tento žánr vymizel.